# Nephrolepis humatoides
Nephrolepis humatoides är en spjutbräkenväxtart som beskrevs av Cornelis Rugier Willem Karel van Alderwerelt van Rosenburgh. Nephrolepis humatoides ingår i släktet Nephrolepis och familjen Nephrolepidaceae. Inga underarter finns listade.